# Staphorster stipwerk

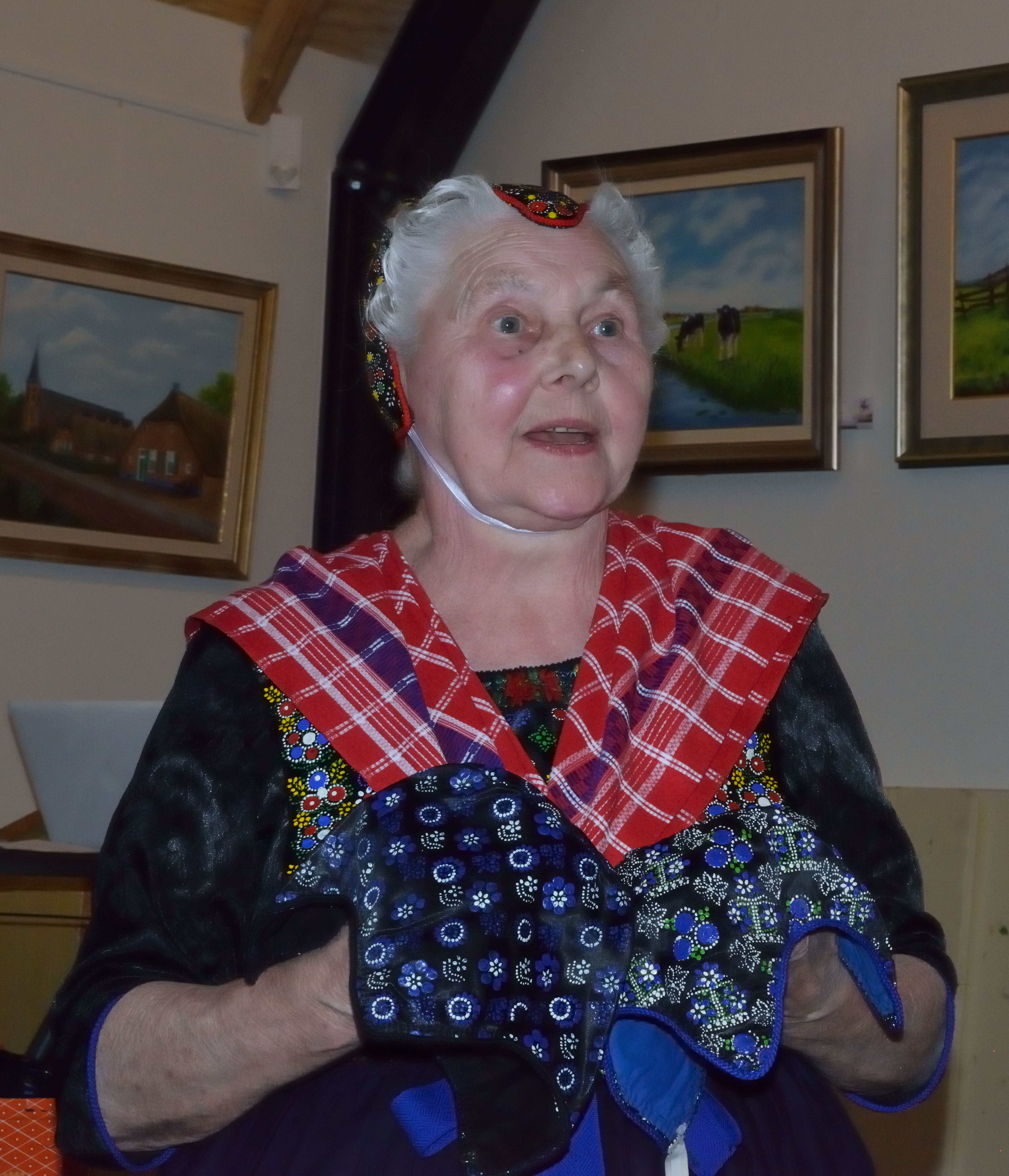
Mutsen (Musse) en kraplap met Staphorster stipwerk

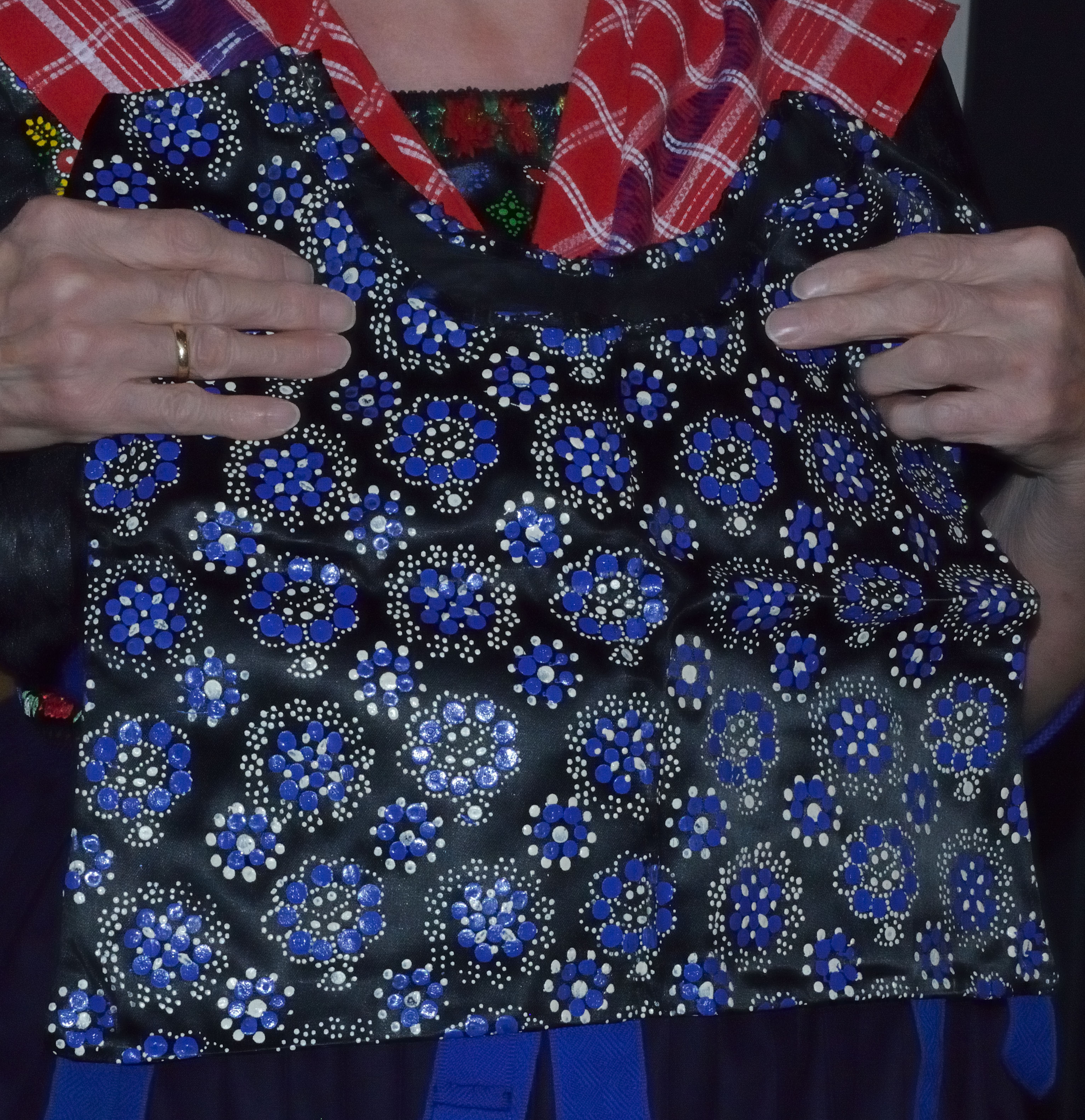
Staphorster stipwerk

Staphorster stipwerk is een onderdeel van de Staphorster klederdracht. Met behulp van stempels worden er figuren op de stof gedrukt. Een stempel kan bestaan uit naalden, waarvan de dunste 0,1 mm is. Verder worden er ook spijkers gebruikt voor het vorm geven van een figuur. Sommige stempels bestaan wel uit 300 naalden.
De verf is tegenwoordig een watergedragen polyurethaan-verf (PU verf), vroeger was die op lijnoliebasis. Het kleurgebruik is belangrijk, waarbij een beperkt aantal kleuren worden gebruikt. Er wordt gesproken van de Staphorster kleurbeleving. Gebruikt worden de kleuren, blauw, rood, groen, wit, geel en paars. In de lichte rouw zijn de kleuren voornamelijk blauw, groen en paars. In de zware rouw zijn de stipmotiefjes zwart met wit.